# Quebra-sol

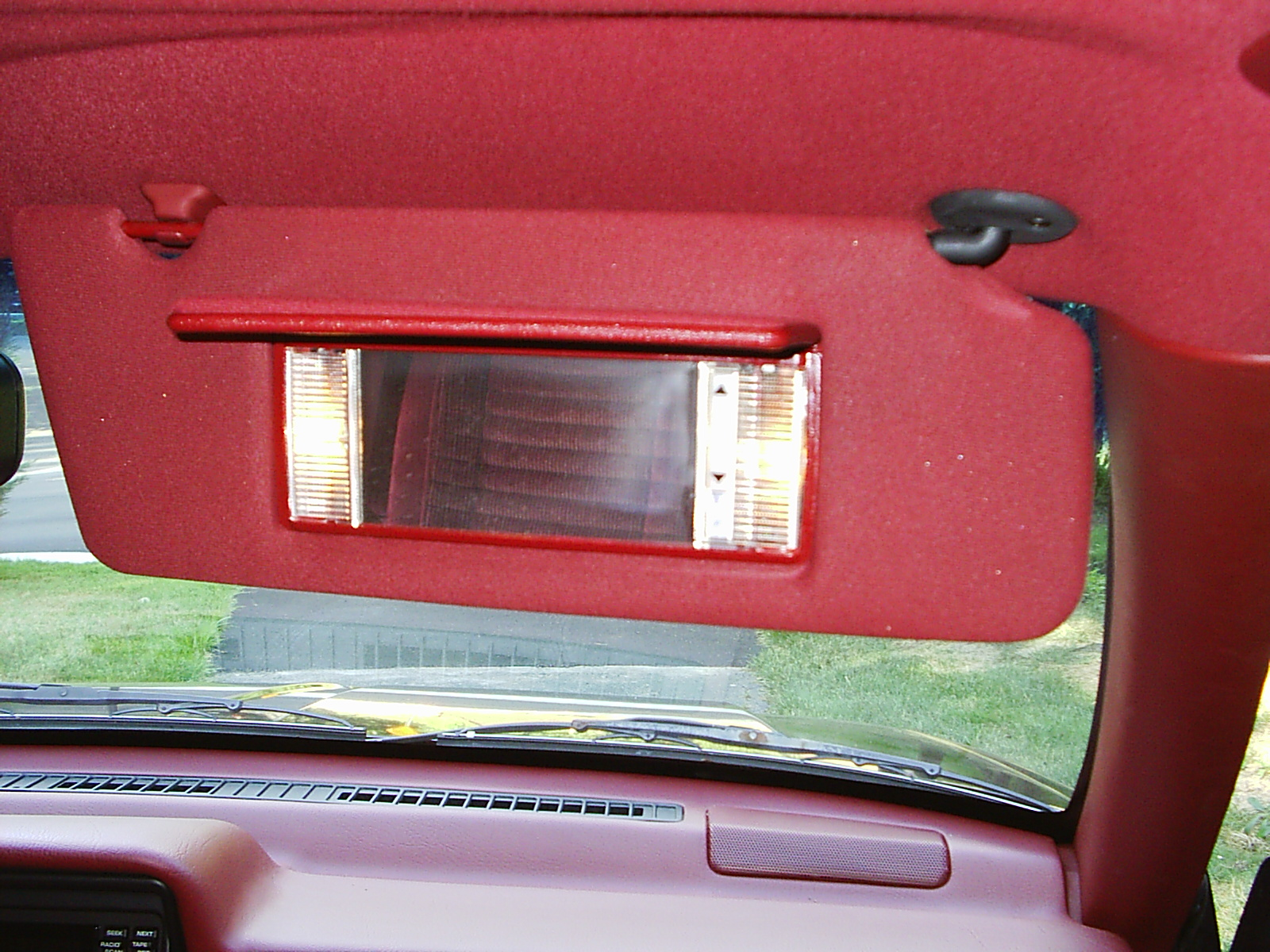
Exemplo de um quebra-sol com um espelho de vaidade e luz.

Quebra-sol é um componente automotivo localizado no interior do carro, logo acima do para-brisa. Eles são projetados com uma aba articulada que é ajustável para ajudar a sombrear os olhos dos motoristas e passageiros do brilho da luz do sol.

## História
A partir de 1924, automóveis como o Ford Modelo T começaram a incluir uma proteção solar externa em suas versões de carroceria fechada. Outros carros antigos também tinham viseiras de sol fixadas externamente em seus para-brisas até 1931, quando as montagens internas foram introduzidas. Como o design do automóvel avançou com os para-brisas montados em um ângulo para diminuir a resistência do vento, os visores de sol do lado de fora ou "do tipo cadete" não eram mais vistos nos carros a partir de 1932. A partir de então, as viseiras solares, agora chamadas de Quebra-sol, foram montadas dentro do veículo, facilitando o acesso e ajuste da aba articulada. Alguns eram feitos de mica verde.
A maioria dos carros modernos tem dois visores para o sol, um para o lado do motorista e um segundo para o lado do passageiro, com o espelho retrovisor frequentemente montado entre os dois visores de sol. Cada visor pode ser baixado para ajudar a bloquear a luz do sol que entra pelo para-brisa. Alguns são projetados para que possam ser soltos de um suporte e virados para a janela lateral, cobrindo uma pequena parte da janela na parte superior para bloquear a luz do sol brilhando no lado da face. Alguns visores atuais também podem ser estendidos ao longo da janela lateral para bloquear a luz solar até o pilar "B" para bloquear a luz para o motorista ou passageiro.
Alguns visores de sol podem incorporar um espelho de vaidade para a conveniência do passageiro. Um espelho montado na viseira estava entre os acessórios populares adicionados pelo revendedor, que proporcionavam altas margens de lucro, com a equipe de vendas recebendo incentivos extras para vendê-los. Em alguns casos, um flip up ou uma tampa deslizante sobre o espelho liga automaticamente luzes de vaidade, que podem ser ajustadas com um controle de intensidade de luz.